# The Grand Passion
The Grand Passion er en amerikansk stumfilm fra 1918 af Ida May Park.

## Medvirkende
- Dorothy Phillips som Viola Argos
- Jack Mulhall som Jack Ripley
- Lon Chaney som Paul Argos
- William Stowell som Dick Evans
- Bert Appling som Red Pete Jackson